# Hypotrachyna dentella
Hypotrachyna dentella är en lavart som först beskrevs av Hale & Kurok., och fick sitt nu gällande namn av Hale. Hypotrachyna dentella ingår i släktet Hypotrachyna och familjen Parmeliaceae.   Inga underarter finns listade i Catalogue of Life.